# Mimosa borboremae
Mimosa borboremae är en ärtväxtart som beskrevs av Hermann August Theodor Harms. Mimosa borboremae ingår i släktet mimosor, och familjen ärtväxter. Inga underarter finns listade i Catalogue of Life.